# Coniothyrium ferrarisianum
Coniothyrium ferrarisianum är en svampart som beskrevs av Biga, Cif. & Bestagno 1959. Coniothyrium ferrarisianum ingår i släktet Coniothyrium och familjen Leptosphaeriaceae.   Inga underarter finns listade i Catalogue of Life.